# Dombra

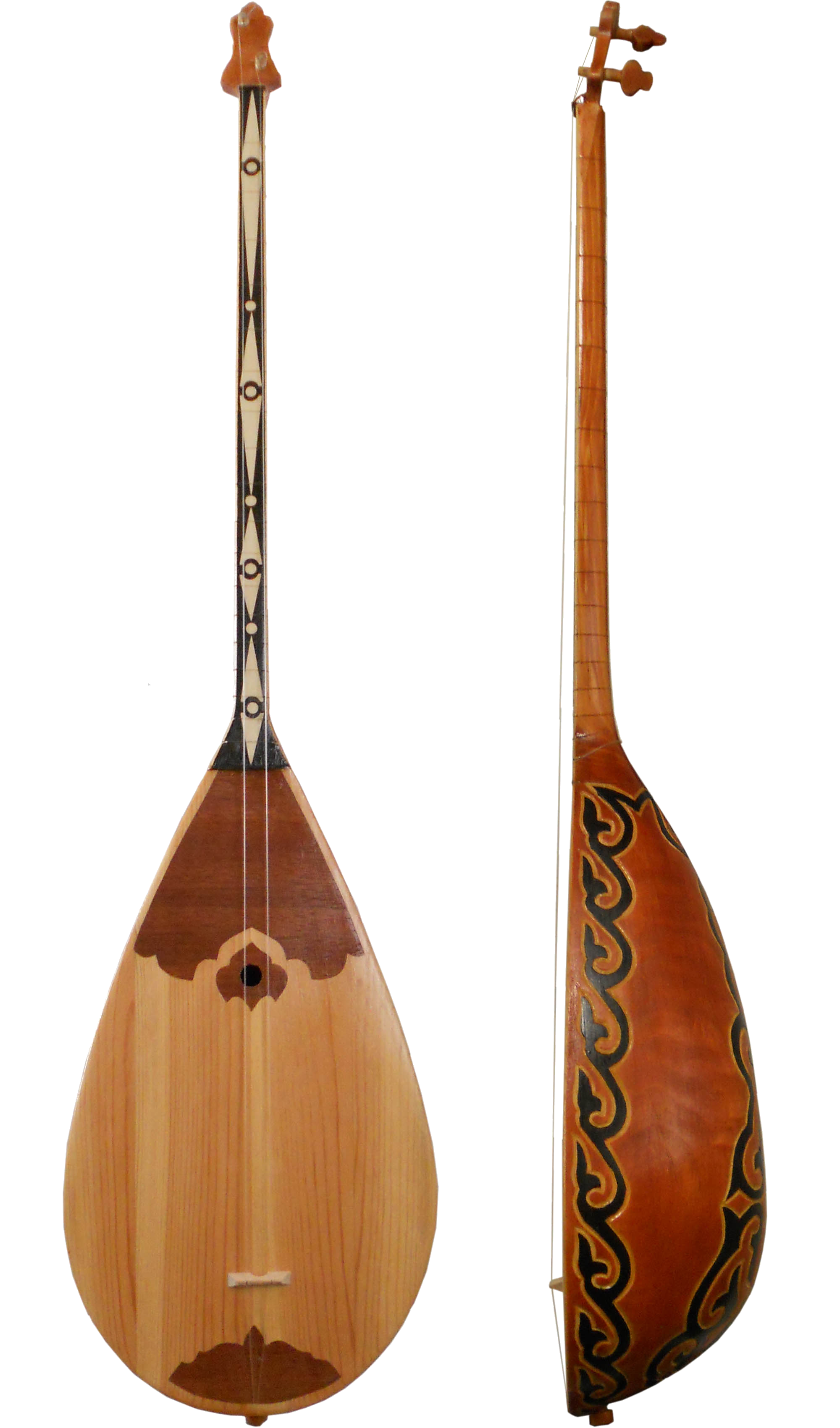
Birnenförmige kasachische dombra mit Bünden

Dombra (kasachisch домбыра), auch dömbra, dombyra, dumbyra, dambura, danbura, ist ein weit verbreitetes Zupfinstrument in mehreren zentralasiatischen Staaten. Die zweisaitigen Langhalslauten mit birnenförmigem Korpus besitzen mit Ausnahme des kasachischen Instruments und im Unterschied zur in derselben Region gespielten dotār keine Bünde. Ein zweiter Lautentyp mit einem trapezförmigen flachen Korpus kommt unter diesem Namen im zentralen und südlichen Kasachstan vor.

## Bauform und Verbreitung
Die dombra, wie sie vor allem im westlichen Kasachstan vorkommt, ähnelt mit ihrem langen Hals entfernt der türkischen saz. Der birnenförmige Resonanzkörper besteht aus Zedernholz, die Decke aus sonstigem Nadelholz. Die Länge beträgt 100 bis 130 Zentimeter. Die dombra hat zwei Saiten, die im Quartabstand gestimmt werden (d–g), seltener im Abstand einer Quinte, Sekunde oder als Gleichklang. Die Melodie wird meist auf der hohen Saite gespielt. Ursprünglich waren die Saiten aus Darm, heute wird Nylon verwendet. Es gibt zwei Varianten des birnenförmigen Typs: die kasachische dombra mit Bünden an einem langen dünnen Griffbrett und die usbekische dutar ohne Bünde und traditionell zwei Seidensaiten. Alte, in der kasachischen Musik gespielte dombras besaßen neun Bünde für einen diatonischen Tonvorrat, heutige Instrumente ermöglichen mit 15 bis 17 Bünden eine chromatische Tonfolge. Bis zur Mitte des 20. Jahrhunderts wurde im Nordosten Kasachstans (um Semei) noch eine dreisaitige dombra gespielt.

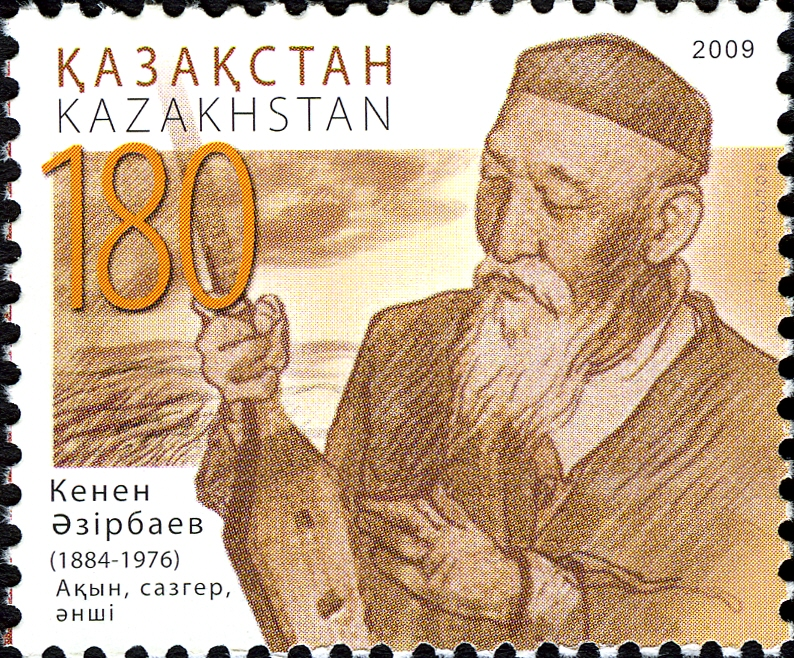
Der kasachische Sänger Kenen Azerbayev (1884–1976) mit einer spatenförmigen dombra auf einer Briefmarke

Die im Süden, Osten und im zentralen Kasachstan gespielte, trapez- oder spatenförmige dombra besitzt einen kurzen breiten Hals mit sieben bis neun Bünden.
Die dombra ist  ein traditionelles Instrument in Kasachstan (dombura, dombyra), Usbekistan, Badachschan (dambura), Turkmenistan, Tadschikistan (dombura) und Kirgisistan und gilt teilweise als nationales Symbol.
In Kasachstan kennt man Dombra Kuy, kurze Gesangsdarbietungen mit Dombrabegleitung. Diese Tradition wurde 2014 in die UNESCO-Liste des immateriellen Kulturerbes der Menschheit aufgenommen.
In Usbekistan wird sie von den Geschichtenerzählern bachschi (baxşi, den türkischen aşık verwandt) und in der tadschikischen Musik von den lyrischen Sängern hōfiz zur Liedbegleitung eingesetzt. Der kasachische Dichter Abai Qunanbajuly, der großen Anteil an der Entwicklung des Kasachischen zur Schriftsprache hatte, wird oft mit einer dombra im Arm gezeigt. Das Instrument wird solo gespielt, zur Gesangsbegleitung und in der Volkstanzmusik.
Die dumbra in Tatarstan ähnelt der birnenförmigen dombra. Weitere Instrumente der zentralasiatischen Gruppe dotar (dutar) ähneln der dombra. Der Tonraum der uigurischen rawap liegt eine Oktave über demjenigen der usbekischen dutar.

## Diskografie
- The Kui Shertpe of Karatu: Dombra from Kazakhstan. Musique du Monde, Buda Musique, CD 2006